# Benoît Pollet

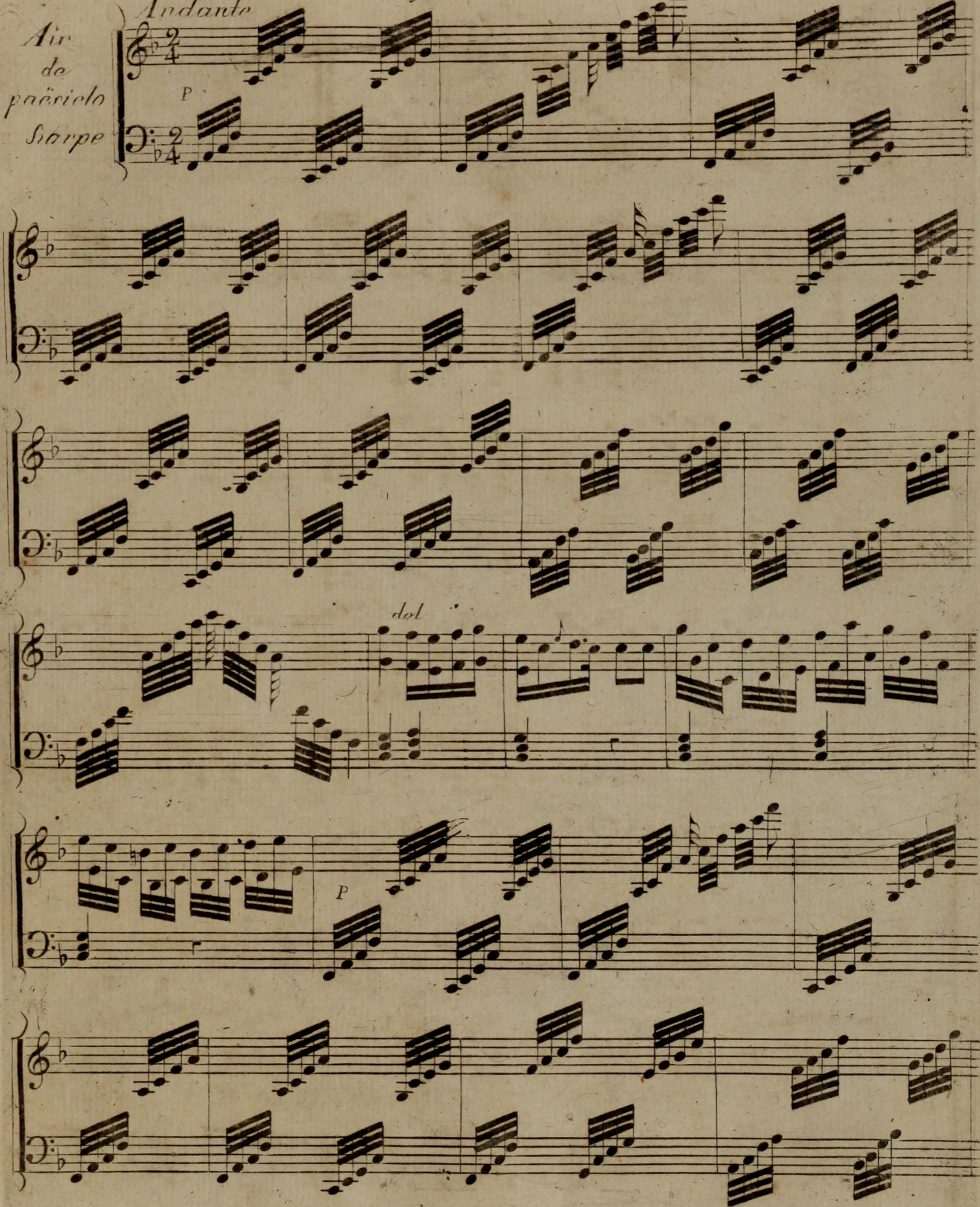
Benoît Pollet: Suite d'airs variés pour cor et harpe.

Jean Joseph Benoît Pollet, né vers 1754 ou 1755 et mort le 16 avril 1823 à Paris, est un harpiste et compositeur français de musique classique dont la vie et l'œuvre ont été analysés sommairement par Georges Menon.

## Biographie
Né vers 1754 à Béthune, Jean-Joseph-Benoît Pollet aurait été l'élève de Johann Baptist Krumpholz. Sa belle-fille, Marie-Nicole Simonin (1787-1864), était la harpiste de l'impératrice Joséphine de Beauharnais. Son petit-fils Joseph Pollet a été organiste et maître de chapelle à Notre-Dame de Paris de 1831 à 1871.
N'est publiée à ce jour que sa Deuxième sonate, pour harpe sans pédales, révisée par Denise Mégevand. Cette sonate en mi bémol majeur ne comporte aucune altération accidentelle, ce qui témoigne des possibilités techniques restreintes de la harpe classique, avant les améliorations apportées par Érard.
La partition que l'on peut voir dans le tableau de Rose-Adélaïde Ducreux Autoportrait à la harpe est identifiée par Albert Pomme de Mirimonde comme étant Une Romance de Benoit Pollet,.

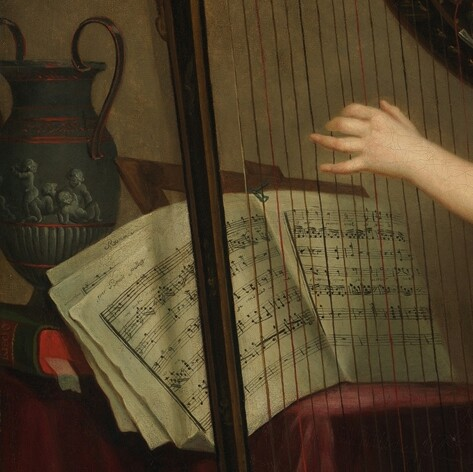
Détail de l'Autoportrait à la harpe montrant un vase et la partition de Benoit Pollet pour Une Romance

Il est décédé à Paris le 16 avril 1823 à 68 ans.